# Rheasilvia
Rheasilvia, llamado así por Rea Silvia, es un gran cráter de impacto en el asteroide Vesta —vestal que la mitología considera madre de Rómulo y Remo— y el rasgo más notable de dicho cuerpo. Fue descubierto por el Hubble en 1997, pero no recibió su nombre hasta la llegada de la sonda Dawn en 2011. 
Con un diámetro de 460 km es uno de los mayores cráteres de impacto del sistema solar, cubriendo un 80 % del diámetro de Vesta y casi todo el hemisferio sur de éste. Posee una serie de escarpas alrededor de parte de su perímetro con alturas respecto al terreno circundante de entre 8 km y 12 km y una montaña central con un diámetro de casi 200 km y una altura de 23 km desde su base, lo que la sitúa entre las montañas más altas conocidas; el fondo del cráter, en cambio, está a 13 km de profundidad respecto al terreno circundante. 

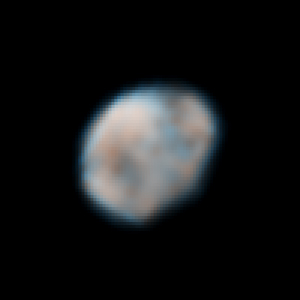
Imagen de Vesta tomada por el Hubble en mayo de 2007. Rheasilvia puede ser visto de perfil abajo a la derecha.

Análisis espectroscópicos realizados con ayuda del Hubble, que detectan trazas de olivino, muestran que el impacto que produjo Rheasilvia consiguió penetrar la corteza de Vesta hasta llegar incluso a su manto.
El ecuador de Vesta muestra una serie de fracturas concéntricas a Rheasilvia, que se piensa fueron causadas por el impacto, y también se espera detectar en las antípodas del cráter terreno de aspecto peculiar causado por su formación; sin embargo, no se podrá comprobar hasta que el polo norte de éste asteroide salga de la oscuridad causada por ser allí invierno en estos momentos [octubre de 2011]. Además se superpone a un cráter aún más antiguo de 375 km de diámetro que destruyó parcialmente.
Se ha calculado que la formación de Rheasilvia expulsó al espacio el 1 % de la masa de Vesta y que tanto la familia de Vesta como los asteroides de tipo V tienen su origen en ese evento; el hecho de que cuerpos de 10 km de tamaño hayan sobrevivido hasta hoy sugiere que el impacto tuvo lugar hace como mucho mil millones de años.